# Južnočeški okraj
Južnočeški okraj (češko Jihočeský kraj) je administrativna enota (okraj) Češke republike. Leži na jugu države in meji na jugozahodu na Nemčijo ter Avstrijo na jugu, od čeških okrajev pa od zahoda proti vzhodu na Plzenski okraj, Osrednječeški okraj, Visočinski okraj in Južnomoravski okraj. Glavno mesto so Češke Budejovice, do leta 2001 se je po njem imenoval Budějovický kraj oz. Českobudějovický kraj. Skupaj s Plzenskim okrajem tvori statistično regijo Jugozahodna Češka.
Je najredkeje poseljen češki okraj, z izrazito podeželskim značajem, temu primerna je tudi gospodarska razvitost. Regija je znana po velikem številu ribnikov, v katerih gojijo krape.

## Upravna delitev
Južnočeški okraj se nadalje deli v šest okrožij (okres).
| Okrožje                | Prebivalcev | Površina [km²] | Gostota preb. | Št. občin |
| ---------------------- | ----------- | -------------- | ------------- | --------- |
| Češke Budejovice (CB)  | 194.585     | 1.638,30       | 119           | 109       |
| Český Krumlov (CK)     | 61.381      | 1.615,03       | 38            | 47        |
| Jindřichův Hradec (JH) | 90.653      | 1.943,69       | 47            | 106       |
| Písek (PI)             | 71.308      | 1.126,84       | 63            | 75        |
| Prachatice (PT)        | 50.871      | 1.375,03       | 37            | 65        |
| Strakonice (ST)        | 70.738      | 1.032,10       | 69            | 112       |
| Tábor (TA)             | 102.497     | 1.326,01       | 77            | 110       |
| Skupaj                 | 644.083     |                |               |           |